# Madness Combat
Madness Combat — мультипликационный веб-сериал, создателем которого является Мэттью Д. Джолли, более известного под псевдонимом Krinkels. Стартовав 25 сентября 2002 года, Madness Combat на данный момент имеет 16 эпизодов. Музыкальное сопровождение в основном сделано Шоном Ходжесом, иначе известного как Cheshyre.
Визитной карточкой Madness Combat является чрезмерное насилие. В то время как в первых эпизодах было показано массовое насилие без какого-то замысловатого сюжета, по мере своего развития в сериале всё чаще начали появляться элементы научной фантастики, а сюжет, начиная с Madness Combat 5: Depredation, начал приобретать более сложный и запутанный характер. 

## История создания и особенности стиля
Серия Madness Combat, была создана через плагин Adobe Flash, а в первые показана на Newgrounds в начале 2000-х. В то время автор сериала под ником «Krinkels» рисовал не лучшим образом, это отлично заметно в его самых первых трёх анимациях, которые составляли одну общую вселенную «BreadMan», где одноимённого героя, получившего такое название за желание купить хлеб, убивали разными способами. Позже Krinkels прокомментировал свой дебют: «Это самая постыдная вещь, которую я когда-либо делал».
В отличие от последующих работ, в «Breadman» Krinkels ещё пытался сохранять человеческие формы и цвета мира, но из-за невозможности корректно это реализовать, решил перейти на более простой стиль.
Позднее, он выпустил анимацию под названием «Marsh-Mellow-Madness», которая представляла собой крайне скудный в плане графики продукт, без сложных текстур и форм. Минималистичные серо-белые персонажи с крестами вместо лиц, левитирующими кистями без рук, откреплённые от туловища, и со ступнями без полноценных ног, которых в этом ролике запускали из пушки в огромную зефирку.
Но впоследствии именно такой стиль рисовки стал основной чертой сериала, что сделало его крайне узнаваемым и отличительным в интернете. А персонажи, не имеющие как таковых деталей и аксессуаров, были прозваны «Грантами» (Grunts).
Главным преимуществом такого дизайна является простота анимации, достаточно расположить спрайты друг на друге и затем покадрово их перемещать в нужном направлений. К этому прибавлялось и отсутствие конечностей, которые было бы необходимо двигать, вместо них простые левитирующие кисти.
Это позволяло значительно сокращать время на работу, из-за отсутствия необходимости отрисовывать каждый кадр и вещи в нём отдельно.

## Сюжет
История повествует о герое по имени Хэнк Дж. Уимблтон (англ. Hank J. Wimbleton) — наёмном убийце-психопате, представленном почти в каждом эпизоде сериала. Все события сериала происходят «Где-то в Неваде» (англ. Somewhere in Nevada).
В первом эпизоде все действующие лица, в том числе Главный герой, выглядят одинаково, за исключением Иисуса (Jebus или просто Jesus Christ), позже ставшим одним из ключевых персонажей сериала и врагов Хэнка. Непосредственно сюжет первой серии демонстрирует как Хэнк решается отобрать магнитофон у жителя, стоящего рядом, что в итоге оборачивается устроенной им самим резнёй, где он убил по меньшей мере 30 человек. Среди убитых оказался и Иисус Христос, но Хэнку удаётся добиться своего и получить магнитофон. Эпизод обрывается на том как герой танцует под музыку посреди множества трупов.
В последующих двух сериях Хэнк противостоит организации под названием A.A.H.W (Агентство против Хэнка Уимблтона). В эпизодах 2 и 3 он пытается убить Шерифа, как одного из высокопоставленных членов агентства, что ему удаётся в эпизоде 3. У Хэнка много врагов, среди которых воскресший Иисус и новый персонаж под именем Клоун Трикки (Tricky the Clown). Сам Хэнк умирал дважды в конце обоих эпизодов, будучи каждый раз убитым Иисусом, затем возвращаясь к жизни с повязками на местах травм.
Оставшиеся эпизоды посвящены тому, как Хэнк заручается поддержкой некой организации представленной в основном тремя героями: напарники Сэнфорд и Дэймос, и их загадочный наниматель 2BDamned или просто Док (Deimos, Sanford и Doc). Их целью является уничтожение всё той же AAHW, организованной, как оказалось, неким почти всемогущим существом из группы «Работодателей» (The Employers) под именем Аудитор (The Auditor). Аудитор создал Двигатели невероятности, используемые вместе с собственной «армией» для контроля всей Невады. Протагонисты уничтожают некоторые предприятия агентства и продолжают убивать большое количество оперативников, а также сражаются против старых знакомых в лице Джебуса и Трикки, которые в дальнейшем предали Аудитора, став действовать в своих целях, но по прежнему враждуя с главными героями. 

## Культурное влияние
В 2007 году Хэнк появился в другом проекте на Newgrounds, как один из играбельных героев — Newgrounds Rumble, так же одновременно с приходом общественной известности Хэнк стал одним из персонажей в ритм-игре Friday Night Funkin'.
По мотивам Madness Combat существует игра на платформе Steam, разработанная и выпущенная в сентябре 2021, под названием MADNESS: Project Nexus. Игра имеет более 10 тысяч отзывов на май 2023 года, из которых 97 % — положительные.
До этого была выпущена игра с таким-же названием на площадке Newgrounds, написанная на Flash, из себя представляла 2D шутер-бродилку, разделена на сюжетную часть зачистка предприятий Нексус и Арену.
В конце 2022 года были выпущены плюшевые игрушки в виде Трикки и Хэнка.
Тот факт, что действия сериала происходит в Неваде стал объектом для множества шуток в интернете над одноимённым штатом из реальной жизни, а фраза «Somewhere in Nevada» стала крайне известной в сети.